# Pectenobunus
Pectenobunus is een geslacht van hooiwagens uit de familie Sclerosomatidae.
De wetenschappelijke naam Pectenobunus is voor het eerst geldig gepubliceerd door Roewer in 1910. 

## Soorten
Pectenobunus omvat de volgende 2 soorten:
- Pectenobunus paraguayensis
- Pectenobunus ruricola